# L'Yonne républicaine

L'Yonne républicaine est un quotidien départemental français qui appartient au groupe Centre France. Son siège se trouve à Auxerre. Il est diffusé dans le département de l'Yonne, le nord du département de la Nièvre (Clamecy) et le sud du département de Seine-et-Marne (Montereau-Fault-Yonne).

## Histoire
Son premier numéro paraît le 26 août 1944 deux jours après la libération de la ville d'Auxerre. Le 25 août 1944 (la veille), le quotidien régional Le Bourguignon est suspendu.
D'abord société coopérative de consommation, ce quotidien devient, en 1955, société coopérative ouvrière de production dirigée par un conseil d'administration au sein duquel siégeaient uniquement toutes les catégories de personnel de l'entreprise. Jusqu'à 1959, il a été, avec Le Courrier picard, le seul quotidien français de presse locale d'information sous ce statut. Ce statut particulier a pris fin en juillet 2008 avec la vente du quotidien au groupe Centre France, opération avalisée en conseil d'administration par 181 voix sur 186. Il est depuis devenu une société anonyme.
Fin 2024, l'encadrement rédactionnel est mis en cause par le Syndicat national des journalistes, qui pointe la souffrance des journalistes, leur mal-être et la réduction des effectifs. 

## Diffusion
En 2018, la diffusion quotidienne moyenne était de 25 980 exemplaires pour une audience de 105 000 lecteurs. En 2020, la diffusion moyenne était passée à 23 830 exemplaires.